# Vogliamo vivere qui tutt'e due
Vogliamo vivere qui tutt'e due è un epistolario tra Odelia Ainbinder e Rifa'i Amal, una giovane israeliana ed una sua coetanea palestinese, curato dalla giornalista Sylke Tempel ed edito in Italia dalla TEA.

## Trama
Amal Rifa'i è palestinese, mentre Odelia Ainbinder è israeliana. Entrambe vivono a Gerusalemme e hanno diciott'anni.
Si sono conosciute in un viaggio di gruppo in Svizzera, ma purtroppo la Seconda Intifada ha bloccato la loro amicizia appena nata. Solo quando la giornalista tedesca Sylke Tempel ristabilisce i contatti, le due ragazze possono tornare a confrontarsi. Vedendo i conflitti arabo-israeliani da due punti di vista totalmente differenti, il rapporto è difficile, ma non impossibile. 
Questo libro è una testimonianza reale della guerra in Palestina.